# Bahnhof Illingen (Württ)
Der Bahnhof Illingen (Württ) liegt am Streckenkilometer 41,047 der Württembergischen Westbahn. Er wird von Regionalbahnen wochentags im Halbstundentakt zwischen Bietigheim-Bissingen und Pforzheim, mit stündlichen Durchbindungen nach Stuttgart bzw. Bruchsal sowie zweistündlich nach Heidelberg, bedient.

## Geschichte

### Planung und Bau
Bei der Errichtung der Westbahn wählte Oberingenieur Karl Etzel einen relativ geraden Verlauf von Bietigheim zum Eckenweiher Hof. Dabei erhielt Illingen einen Bahnhof unmittelbar im Ort. Das stellt eine Seltenheit im württembergischen Abschnitt der Westbahn dar, die nur in Großsachsenheim und in Illingen vorkam. Alle anderen Stationen liegen topografisch meist Kilometer von den Siedlungen entfernt.
Das zweistöckige Empfangsgebäude glich dem noch bestehenden Bau in Sachsenheim, jedoch erhielt Illingen zur Straßen- und zur Bahnsteigseite große Giebelgauben, die das Dachgeschoss vergrößerten. Östlich befand sich ein Güterschuppen.

### Staatsbahnzeit
Am 1. Oktober 1853 eröffneten die Königlich Württembergischen Staats-Eisenbahnen die Westbahn und mit ihr den Bahnhof Illingen. Von 1859 bis 1862 baute sie die Strecke zweigleisig aus.
Industrie siedelte sich an und die Einwohnerzahl wuchs nur zögerlich. Hauptsächlich Fuhrleute profitierten vom neuen Verkehrsmittel, da die Station für die Güterannahme der Gemeinden Mühlhausen an der Enz, Roßwag, Ensingen, Schützingen, Gündelbach und Häfnerhaslach zuständig war. Teilweise nutzten auch die Bürger Vaihingens den Bahnhof. Dieser lag mit viereinhalb Kilometern etwa einen Kilometer weiter entfernt als der Bahnhof Vaihingen (Enz) Nord (1863 Vaihingen-Sersheim), ersparte aber den Weg über die Staatsstraße nach Illingen und den Fuhrwerken den mühsamen Anstieg im Zuge der Vaihinger Bahnhofstraße (heutige Franckstraße).
In den 1860er Jahren prüfte die Generaldirektion der Staatsbahn mehrere Möglichkeiten, den Nordschwarzwald an das Eisenbahnnetz anzuschließen, so auch im September 1862. Die damals vorgeschlagene Trasse sollte in Illingen von der seit jenem Jahr zweigleisig ausgebauten Westbahn abzweigen und über Vaihingen, Eberdingen, Weissach und Weil der Stadt nach Calw führen. Im November 1864 vermaßen Ingenieure das Gelände. Diese Planung wurde aber nicht realisiert, bereits im Februar 1865 genehmigte die Regierung Badens, dass die Nagoldtalbahn – unter württembergischer Leitung – ihren Streckenbeginn in Pforzheim erhalten dürfe.

### Reichs- und Bundesbahnzeit
1935 richtete die Deutsche Reichsbahn eine Verladerampe für Militärfahrzeuge und Truppen ein, die im Zweiten Weltkrieg des Öfteren zum Einsatz kam.
Nach dem Krieg nahmen Straßen- und Schienenverkehr stark zu. Illingen – an zwei Bundesstraßen gelegen – bekam dies besonders zu spüren. Der seit 6. Oktober 1951 elektrifizierte und in den Stuttgarter Vorortverkehr integrierte Westbahnabschnitt Bietigheim–Mühlacker zählte zu den meist befahrenen zweigleisigen Strecken der Bundesrepublik. Der Bahnübergang an der Bahnhofstraße stellte daher ein Hindernis dar. Rückstaus im Feierabendverkehr bis zum Illinger Eck – der Gabelung der B 10 und der B 35 – waren keine Seltenheit. Die Gemeindeverwaltung bat die Deutsche Bundesbahn, dieses Problem zu beheben.
Die Bundesbahn reagierte und ließ einen Bahndamm aufschütten sowie eine Brücke über die Bahnhofstraße errichten. Ab 1973 konnte Gleis 2 befahren werden. Für das Empfangsgebäude und den Güterschuppen fanden weder Gemeinde noch Bundesbahn Verwendung und rissen beides ab. 1976 wurde das neue einstöckige Gebäude für das ferngestellte Stellwerk und den Fahrkartenverkauf im Flachdachbaustil der 1970er Jahre eingeweiht. Mit dem Bau der Neubaustrecke Mannheim–Stuttgart wurde der Ostkopf des Bahnhofs 1989 umgebaut, um an den neuen Bahnhof Vaihingen anzuschließen. Der Fahrkartenverkauf wurde bald an ein stattdessen eingerichtetes Reisebüro abgegeben. Nach wenigen Jahren verlagerte sich aber auch diese Verkaufsmöglichkeit auf Fahrkartenautomaten, die auf den Bahnsteigen aufgestellt und später durch solche der neuesten Generation ersetzt wurden.
Im ÖPNV gilt seit 1997 der VPE-Tarif.

## Bahnbetrieb
Gleis 1 steht den Zügen Richtung Vaihingen (Enz) zur Verfügung, Gleis 2 denen Richtung Mühlacker.
Der Gleisanschluss ins Gewerbegebiet Illingen-Ost wird mehrmals werktäglich bedient.

### Regionalverkehr
| Linie  | Strecke | Taktfrequenz |
| ------ | --- | --- |
| RB 17A | Stuttgart – Ludwigsburg – Bietigheim-Bissingen – Vaihingen (Enz) – Illingen (Württ) – Mühlacker – Pforzheim (– Wilferdingen-Singen / Bad Wildbad – Karlsruhe) | Stundentakt (Mo–Fr zwischen Bietigheim und Pforzheim halbstündlich), zwischen Pforzheim und Karlsruhe Einzelzüge werktags |
| RE 17B | Stuttgart – Ludwigsburg – Bietigheim-Bissingen – Vaihingen (Enz) – Illingen (Württ) – Mühlacker – Bretten – Bruchsal – Heidelberg                             | Zweistundentakt (im Wechsel mit RB 17C, zwischen Stuttgart und Mühlacker gemeinsam mit RB 17A)                            |
| RB 17C | Stuttgart – Ludwigsburg – Bietigheim-Bissingen – Vaihingen (Enz) – Illingen (Württ) – Mühlacker – Bretten – Bruchsal                                          | Zweistundentakt (im Wechsel mit RE 17B, zwischen Stuttgart und Mühlacker gemeinsam mit RB 17A)                            |